# Grand Prix van Rio de Janeiro 1949
De Grand Prix van Rio de Janeiro 1949 was een autorace die werd gehouden op 27 maart 1949 in Gávea.

## Uitslag
| Positie | Rijder                     | Team       | Ronden | Tijd/Opgave |
| ------- | -------------------------- | ---------- | ------ | ----------- |
| 1       | Luigi Villoresi            | Maserati   | 15     | 1:57:17.3   |
| 2       | Giuseppe Farina            | Ferrari    | 15     | + 42.0      |
| 3       | Francisco Marques          | Maserati   | 15     | + 6:01.3    |
| 4       | Aloísio Fontenelle         | Alfa Romeo | 15     | + 7:29.4    |
| 5       | Henrique Casini            | Alfa Romeo | 14     | + 1 Ronde   |
| 6       | Annuar de Góes             | Maserati   | 13     | + 2 Rondes  |
| NF      | Domingos Lopes             | Bugatti    | 9      | Ongeluk     |
| NF      | Chico Landi                | Maserati   | 7      | Ongeluk     |
| NF      | Alberto Ascari             | Maserati   |        | Ongeluk     |
| NF      | Benedicto Lopes            | Bugatti    |        |             |
| DNS     | Antônio Fernandes da Silva | Maserati   |        |             |
| DNS     | Carlos Barbosa             | Maserati   |        |             |
| DNS     | Nino Stefanini             | Alfa Romeo |        |             |
| DNS     | Rodrigo Miranda            | Maserati   |        |             |